# Sullivan, Illinois
Sullivan là một thành phố thuộc quận Moultrie, tiểu bang Illinois, Hoa Kỳ. Năm 2010, dân số của thành phố này là 4440 người.

## Dân số
Dân số qua các năm:
- Năm 2000: 4326 người.
- Năm 2010: 4440 người.